# 1962年至1963年英格蘭足總盃
1962/63球季英格蘭足總盃（英語：FA Cup），是第82屆英格蘭足總盃，今屆賽事的冠軍是曼聯，他們在決賽以3:1擊敗李斯特城，奪得冠軍。本屆賽事繼續在舊溫布萊球場舉行。
李斯特城近3季兩度殺入決賽，但都未能贏得冠軍。

## 外部連結
1. 英格蘭足總盃官網Archive-It的存檔，存档日期2012-04-24
2. 英格蘭足總盃 歷屆冠軍（页面存档备份，存于）